# ARITH-MATIC
Ви, можливо, шукали Арифметика, галузь математики. математики.
ARITH-MATIC — розширення мови програмування A-2,, розроблене приблизно у 1955 році робочою групою під керуванням Ґрейс Гоппер. ARITH-MATIC була спочатку відома як «мова програмування A-3», але була перейменована відділом маркетингу Remington Rand UNIVAC.

## Деякі підпрограми ARITH-MATIC[2]
| Тип                  | Підпрограма  | Опис        | Пояснення                                |
| -------------------- | ------------ | ----------- | ---------------------------------------- |
| Арифметика           | AAO(A)(B)(C) | A+B=C       | 'А' в центрі 'AA0' означає додавання     |
| Арифметика           | ASO(A)(B)(C) | A-B=C       | 'S' в середині 'AS0' означає вирахування |
| Арифметика           | AMO(A)(B)(C) | A*B=C       | 'М' у середині 'AM0' означає множення    |
| Арифметика           | ADO(A)(B)(C) | A/B=C       | 'D' в середині 'AD0' означає поділ       |
| Тригонометрія        | TSO(A)OOO(B) | Sin(A)=B    | 'S' в середині 'TS0' означає 'Sin'       |
| Тригонометрія        | TCO(A)OOO(B) | Cos(A)=B    | 'C' в середині 'TC0' означає 'Cos'       |
| Тригонометрія        | TTO(A)OOO(B) | Tan(A)=B    | 'T' в середині 'TT0' означає 'Tan'       |
| Тригонометрія        | TAT(A)OOO(B) | Arctan(A)=B | 'АТ' означає 'Arctan'                    |
| Гіперболічні функції | HSO(A)OOO(B) | Sinh(A)=B   | 'S' в середині 'HS0' означає Sin h       |
| Гіперболічні функції | HCO(A)OOO(B) | Cosh(A)=B   | 'C' в середині 'TC0' означає Cos h       |
| Гіперболічні функції | HTO(A)OOO(B) | Tanh(A)=B   | T в середині 'TT0' означає Tan h         |
| Загальна математика  | SQR(A)OOO(B) | Sqrt(A)=B   |                                          |
| Загальна математика  | APN(A)(N)(B) | A**N=B      | **: Експоненція                          |